# Ochetophila trinervis
Ochetophila trinervis là một loài thực vật có hoa trong họ Táo. Loài này được (Gillies ex Hook.) Poepp. ex Endl. mô tả khoa học đầu tiên năm 1840.